# نيكولا برترام
نيكولا برترام (بالإنجليزية: Nicola Bertram)‏ هي ممثلة بريطانية، ولدت في 13 يناير 1966 في Ardwick ‏ في المملكة المتحدة.

## وصلات خارجية
- الموقع الرسمي
- نيكولا برترام على موقع IMDb (الإنجليزية)
- نيكولا برترام على موقع ألو سيني (الفرنسية)
- نيكولا برترام على موقع أول موفي (الإنجليزية)
- نيكولا برترام على موقع قاعدة بيانات الفيلم (الإنجليزية)
- نيكولا برترام على موقع كينوبويسك (الروسية)